# 30 години Щурците
„30 години Щурците“ е седми студиен албум на българската рок група Щурците. Издаден е през 1998 г. Албумът съдържа 6 студийни записа и 10 песни от юбилейния концерт „30 години Щурците“ на 14 декември 1997 г.

## Песни
Списък на песните в албума:
1. Твоят трилър
2. Животът си върви
3. Вчера
4. Светлият век
5. Новата порода
6. Равновесие
7. Сватбен ден
8. Имаш ли приятел
9. Жена (В. Тотев – 1995, Кръстопът)
10. Вълшебен цвят
11. Вярвам в теб (К. Маричков – 1997, Зодия Щурец)
12. Дяволски сезон
13. Помниш ли
14. Две следи
15. Рок в минало време
16. Хамлет

## Състав
- Кирил Маричков – бас китара, вокал
- Петър „Пеци“ Гюзелев – соло китара, вокал
- Владимир „Валди“ Тотев – клавишни, ритъм китара, вокал
- Георги „Жоро“ Марков – ударни